# Гарна людина (фільм, 2023)
«Хороша людина» (англ. A Good Person) — американський художній фільм режисера Зака Браффа. Головні ролі у фільмі виконали Флоренс П'ю, Селеста О'Коннор та Морган Фріман.
Прем'єра фільму в США відбулася 24 березня 2023 року.

## Сюжет
Через роки після того, як Еллісон потрапила в аварію, що спричинила загибель людини, вона зав'язує малоймовірні відносини зі своїм потенційним свекром, який допомагає їй впоратися з трагедією.

## У ролях
- Флоренс Пью — Еллісон
- Морган Фріман — Даніель
- Моллі Шеннон — Діана
- Селеста О'Коннор — Ріан
- Зої Лістер-Джонс — Симона
- Чиназа Уче — Натан

## Виробництво
26 лютого 2021 стало відомо, що Зак Брафф напише сценарій і виступить режисером фільму «Хороша людина», драми з Флоренс П'ю і Морганом Фріменом. До березня 2021 року компанія Metro-Goldwyn-Mayer (MGM) вела переговори про набуття прав на фільм. У вересні 2021 року було підтверджено, що MGM продюсуватиме і розповсюджуватиме фільм, до акторського складу приєдналася Моллі Шеннон, а Брафф і П'ю стали продюсерами.
У липні 2021 року на запитання, чи повернеться він до режисури повнометражних фільмів, Брафф відповів: «Я хотів би зробити більше. Я просто, на краще чи на гірше, йду туди, куди мене несе вітер… А потім трапилася пандемія, і я написав цей сценарій. А потім все склалося разом з Флоренс [П'ю] та Морганом Фріменом». Зйомки розпочалися у жовтні 2021 року, до акторського складу приєдналися Селеста О'Коннор, Зої Лістер-Джонс та Чиназа Уче. У листопаді 2021 року зйомки проходили в середній школі Колумбія в окрузі Ессекс, Нью-Джерсі.
Прем'єра фільму відбулася на 24 березня 2023.